# Gramado dos Loureiros
Gramado dos Loureiros is een gemeente in de Braziliaanse deelstaat Rio Grande do Sul. De gemeente telt 2.399 inwoners (schatting 2009).